# St. Maria vom Frieden (Düsseldorf)

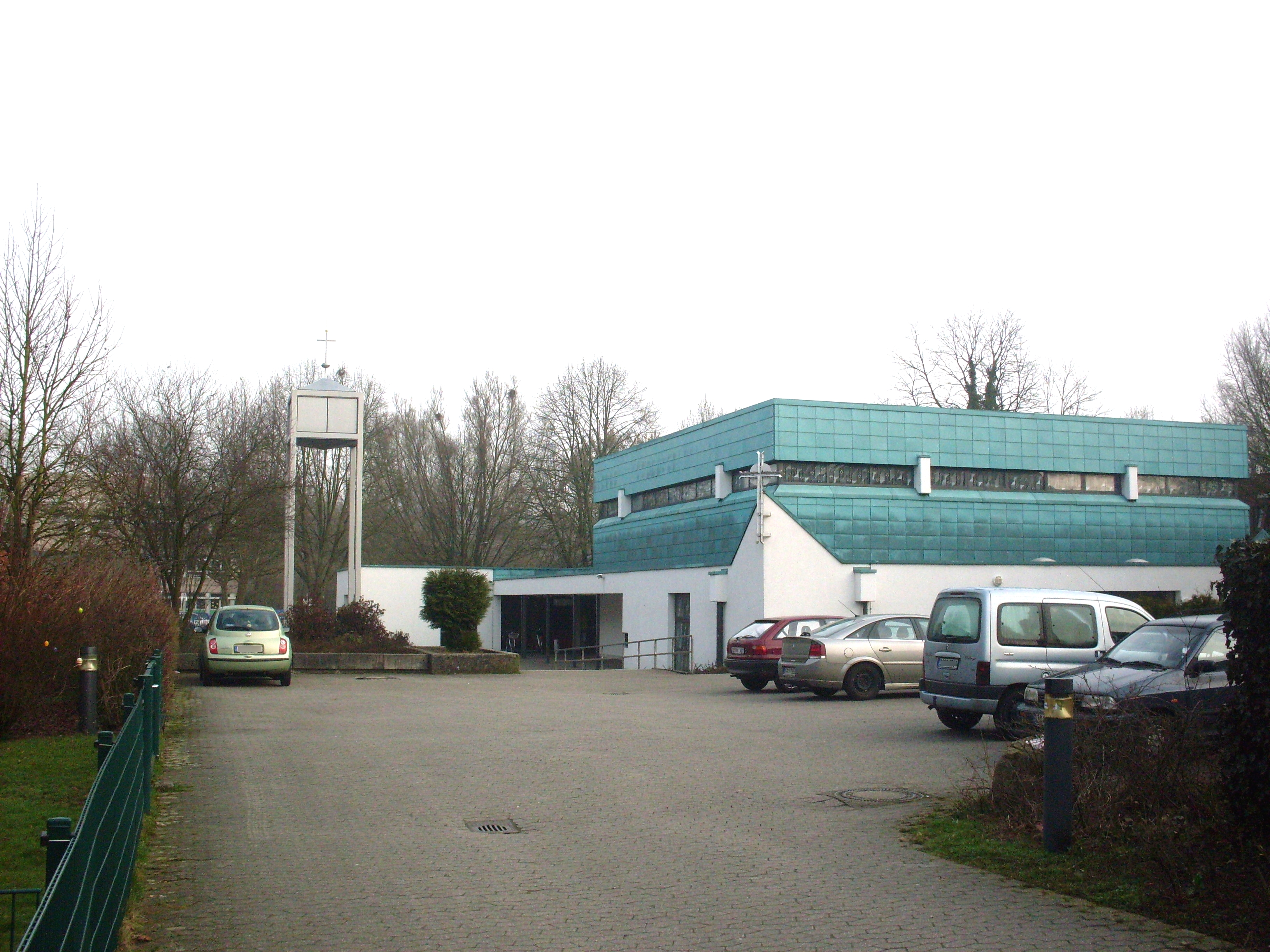
St. Maria vom Frieden

St. Maria vom Frieden ist eine katholische Kirche im Düsseldorfer Stadtteil Gerresheim.

## Geschichte
Der Vorgängerbau wurde in den Jahren 1947 bis 1950 von Aloys Odenthal und Philipp Wilhelm Stang errichtet. St. Maria vom Frieden wurde 1950 als Rektoratskirche geweiht. 1954 wurde sie selbstständige Rektoratsgemeinde, 1963 schließlich kanonische Pfarrei. Die Kirche brannte 1971 vollständig aus.
Aufgrund eines geplanten größeren Siedlungskomplexes wurde 1964 ein Architektenwettbewerb für einen Neubau ausgeschrieben. 1967 kam es zum Architektenvertrag. Die Pläne wurden jedoch mehrfach verkleinert, da nunmehr eine kleingeschossigere Bebauung der Umgebung vorgesehen war. Der Neubau durch das Architekturbüro Nikolaus Rosiny erfolgte in den Jahren 1973 bis 1975.
Die heutige Kirche wurde am 8. Juni 1975 geweiht.

## Architektur
Pfarrheim und Kirche sind in einem gemeinsamen Gebäudekomplex untergebracht. Der Grundriss ist rechteckig, das Gebäude folgt einer strengen, kubischen Geometrie. Der Grundbau ist weiß verputzt, darüber erhebt sich ein mit grün patiniertem Kupfer verkleideter Quader, der von einer Linie Obergadenfenster unterbrochen ist.
Als Turm dient seit 2006 der Turm der abgerissenen Kirche St. Konrad in Düsseldorf-Flingern.

## Orgel
Die Orgel wurde 1992 von dem Orgelbauer Kreienbrink (Georgsmarienhütte) erbaut. Das Schleifladen-Instrument hat 18 Register auf zwei Manualen und Pedal. Die Spiel- und Registertrakturen sind mechanisch.
| I Hauptwerk C–g3 |                |    |
| 1.               | Prinzipal      | 8′ |
| 2.               | Rohrflöte      | 8′ |
| 3.               | Oktave         | 4′ |
| 4.               | Traversflöte   | 4′ |
| 5.               | Superoktave    | 2′ |
| 6.               | Sesquialter II |    |
| 7.               | Mixtur IV      |    |
| 8.               | Trompete       | 8′ |
|                  | Tremulant      |    |

| II Brust-Schwellwerk C–g3 |             |       |
| 9.                        | Holzgedackt | 8′    |
| 10.                       | Gamba       | 8′    |
| 11.                       | Hohlflöte   | 4′    |
| 12.                       | Schwiegel   | 2′    |
| 13.                       | Larigot     | 1 ⁄3′ |
| 14.                       | Dulzian     | 8′    |
|                           | Tremulant   |       |

| Pedal C–f3 |            |     |
| 15.        | Subbass    | 16′ |
| 16.        | Offenbass  | 8′  |
| 17.        | Choralbass | 4′  |
| 18.        | Fagott     | 16′ |

- Koppeln: II/I, I/P, II/P